# Samuel Aranda
Samuel Aranda (* 1979 Santa Coloma de Gramenet, Španělsko) je španělský fotožurnalista. Je držitelem hlavní ceny World Press Photo za rok 2011 za snímek z nepokojů v Jemenu.

## Život a dílo
Ve svých 19. letech začal pracovat jako fotograf pro noviny El País a El Periódico de Catalunya. O dva roky později odjel na Blízký východ, kde se dokumentoval izraelsko-palestinský konflikt pro španělskou tiskovou agenturu EFE.
V roce 2004 začal pracovat pro agenturu AFP, pro které fotografoval příběhy v Evropě, Asii, na Středním východě a v Africe. Fotožurnalistické sdružení ANIGP-TV mu udělilo státní fotografické ocenění Spanish National Award of Photography za dokument o afrických imigrantech, kteří se snaží dostat do Evropy. Od roku 2006 pracuje jako nezávislý fotoreportér.
V roce 2011 fotografoval vlnu protestů Arabské jaro probíhajících v arabských státech v Tunisku, Egyptě, Libyi a Jemenu. V únoru 2012 za fotografii z tohoto cyklu získal hlavní cenu Fotografie roku prestižní soutěže World Press Photo 2011. Vítězný snímek zobrazuje ženu se svým synem, zraněným při střetech proti vládě prezidenta Alího Abdalláha Sáliha v jemenském Saná.